# Pagrus auratus
Pagrus auratus és una espècie de peix pertanyent a la família dels espàrids.

## Descripció
- Pot arribar a fer 130 cm de llargària màxima[3] (normalment, en fa 40)[4] i 20 kg de pes.[5][6]

## Alimentació
Menja crustacis (crancs, gambes, etc.) i, en segon terme, cucs marins, estrelles de mar, eriçons de mar i peixos.

## Hàbitat
És un peix d'aigua marina i salabrosa, oceanòdrom, associat als esculls rocallosos i de clima subtropical (44°N-47°S) que viu entre 0-200 m de fondària.

## Distribució geogràfica
Es troba a Nova Zelanda, Austràlia, les illes Filipines, Indonèsia, la Xina, Taiwan i el Japó (les poblacions dels hemisferis nord i sud són independents i aïllades, però són prou similars com per a ésser declarades la mateixa espècie).

## Ús comercial
En l'actualitat, no és criat en aqüicultura però és considerat un bon candidat per a ésser-ho en un futur.

## Observacions
És inofensiu per als humans i la seua esperança de vida és de 35 anys.